# 神楽アイネ
神楽 アイネ（かぐら あいね、1995年12月21日 - ）は、日本のAV女優。LINX所属。

## 略歴・人物
大阪府出身。趣味・特技は料理、筋トレ、動物園巡り、ギター、ピアノ。
2016年にAVデビュー。AVデビュー当時はEve-Rest Model Agencyに所属していた。
2018年6月、LINXに移籍。

## 出演作品

### アダルトDVD
2016年
- まさかのAVデビュー 某国立大学現役医学生 AV Debut なぜ?前途有望な国立大学医学生がAVデビュー!!（5月1日、プレステージ）
- 顔出し!女子大生限定 マジックミラー号 素人娘初めての拘束イカセ体験! in池袋 〜完全固定で動けない身体をバイブ・ローター・電マで責められ極めつけのデカチン無限ピストンで痙攣絶頂が止まらない!〜 イった回数106回!（6月9日、ディープス）※「まどか」名義
- 対魔忍アスカ ANOTHER STORY 〜全校生徒に犯される、悪夢の学園性奴隷〜（6月24日、ZIZ）
- 中央区八重洲OL専門脚ツボ施術院 9（8月1日、変態紳士倶楽部）
- SNSキモオタ鬼畜投稿 5（9月25日、学園舎）
- アイドルがファンとセックスしちゃダメですか? ライブ終わりに年下ファンを自宅にこっそり誘うチ○ポ好きアイドルを盗撮（10月20日、ナチュラルハイ）※「AINE」名義
- 媚薬 快楽依存変態中毒 ドエロヤンデレ女子校生生 中出し孕ませSEX アイネちゃん（12月16日、ONE MORE）

2017年
- ドキュメンTV×PRESTIGE PREMIUM 家まで送ってイイですか? 06（3月17日、プレステージ）※「まゆみ」名義
- 2017年度 ソフト・オン・デマンド 入社式 新卒女子10名の全裸くっぱぁ 決意表明 入社初日から同期の前で公開挿入! 羞恥過激な新入社員研修編（4月6日、SODクリエイト）※「北村知恵」名義
- 美人ヒールレスラー残虐K･Oバトル（4月19日、トラウマアート）
- 踏みつけ!! 強制Wクンニ 呼吸困難! マ○コから逃げられない!（4月20日、レイディックス）
- 催眠レクリエーション７　～制御不能な就職活動～（5月10日、トラウマアート）
- 私の下品なオマ○コを皆様の小便器にして下さい。 SSS級のハイパー変態美少女 マゾ肉便器が降臨! 舞台は病院!クリトリスに小便を浴びせられ幸せそうにイキまくる現役女子医大生の病的な程イカれた性癖!（5月13日、えむっ娘ラボ）
- SOD女子社員 2017年度新卒5名(平均年齢22.6歳) 入社して2時間56分で社内は汁まみれ! 合計15射精!! 初めての挿入無制限大乱交（5月18日、SODクリエイト）※「北村知恵」名義
- B-1トーナメントSIXTH 1回戦第一試合（5月19日、バトル）
- 私の変態セックス見てください… ドマゾ人妻ハンティング 連続絶頂が止まらない淫乱奥さんの性奴隷化計画（5月25日、ビッグモーカル）
- 「この娘…犯したい…」 VOL.005 真面目な私立女子校生がSEX中毒淫乱女に堕ちる時。（6月23日、BAZOOKA）
- 白い変態 アンナ とんでもない性癖を持つルーマニア×日本のハーフ女子大生が自ら望んで緊縛AVデビュー（7月7日、ハイカラ）※「アンナ」名義
- アクシデントレズバトル　～完全にヤバい･レズ女性の修羅場～（7月11日、トラウマアート）
- 行方不明（8月4日、ワープエンタテインメント）
- 妄想アイテム究極進化シリーズ 催眠支配アプリ ヒプクル コンビニ無差別催眠エロテロ編（8月10日、ROCKET）
- 実録 原宿表参道レイプ（9月1日、マッド）
- 悪徳エロ医師盗撮 セックスレス人妻が我慢できない 敏感女子校生も感じ過ぎちゃう ○○産婦人科セクハラ診察（9月1日、カルマ）
- 妄想アイテム究極進化シリーズ ボディジャック ミステリー 憑依人狼ゲーム なりすまし憑依されてるJKは誰だ!?疑心暗鬼のスケベな女子校修学旅行編（9月7日、ROCKET）
- ヘンリー塚本原作 縛女 柔肌に食い込む縄と染み込む愛液（9月13日、FAプロ）
- 乳首吸い比べ選手権（11月10日、REAL）
- ヘンリー塚本原作 絶対ヌける! 猥褻(わいせつ)図画 快楽にのたうついい女 新作撮り下ろし過激SEX集（11月13日、FAプロ）
- ボディジャックバトル～変態男に憑依された美女の末路～（11月22日、トラウマアート）
- くいこみ股縄家庭教師 年下の女の子に辱められる年上のお姉さん（12月7日、シネマジック）
- 痴漢対策で護身術道場に通う女子は、スキだらけでセクハラし放題wくんずほぐれつ密着稽古したら…（12月8日、ゲッツ!!）
- バーチャルべろチュウ 3（12月19日、ゑびすさん）
- 過敏な乳首 舐められて勃起する乳首レズビアン 6（12月19日、ゑびすさん）
- おま○こおっぴろげ観察 マン汁テイスティング指オナニー（12月19日、ゑびすさん）
- ヒプノレポート3　～催眠美女のうごめき～（12月20日、トラウマアート）

2018年
- 股間を擦られ悶絶する巨乳メイド 年下の女の子に辱められる年上のお姉さん 2（1月7日、シネマジック）
- 妄想アイテム究極進化シリーズ 女体化スキン 2 〜皮を被って異性に変身〜 オフィス編 着ぐるみのように女の皮を被ってあの娘になりすましてハレンチ三昧!（1月11日、ROCKET）
- 雁字搦めでイキ続ける女たち ガンギマリポルチオ!! Vol.2（1月19日、エクスタシー・ワークス）
- 郊外で働く自分探し大好きなバイトちゃんを二穴調教SEX漬け!! カフェ店員アナル生姦バイト（2月7日、山と空）
- 妄想アイテム究極進化シリーズ 憑依チューバー おもしろ憑依動画をアップする人気憑依チューバーランキング!（2月8日、ROCKET）
- クロロシスター3　～妹の希望と絶望～（2月28日、トラウマアート）
- 女に説教されて理不尽に怒られても一生懸命謝って筋トレして気合を見せる女（3月9日、REAL）
- 主観見せ付け淫語レズ バーチャル唾液マン汁塗り付け（4月19日、ゑびすさん）
- 意識ぶっ飛び!! くすぐり昇天地獄 Part.2 凄まじきスパイラル・オーガズム（4月20日、エクスタシー・ワークス）
- 電流絶頂拷問研究所 女体発狂痙攣クラゲ メスモル-004:可憐花錯乱の快楽漬け淫肉感電媚薬（5月1日、Baby Entertainment）
- 唾液テカテカ変態的顔面舐めレズビアン（7月1日、ゑびすさん）
- 某社サービスに応募してきたワケあり夫婦2組の夫婦交換スワッピングドキュメント case.02（7月27日、マッド）
- マジックミラー号 もうすぐ夏休み 田舎で育った夏服女子○生がはじめてのオモチャで激イキ絶頂体験2 史上最高レベルの女子○生10人中10本番スペシャル（8月9日、ソフトオンデマンド）
- 暑い夏休み、いくら家の中だって言っても俺がいるのに服を脱いで半裸でうろつく妹 見て見ぬふりをしていたが視線に入る若い裸体で無意識にソソられ勃起（8月23日、SOSORU×GARCON）
- 汗だく女体を舐めるレズビアン（9月1日、ゑびすさん）
- 素人参加型 あなたの願望叶えますシリーズ AV女優20人のオシッコを頭から浴びたい（9月20日、レイディックス）
- ビーチで見つけたラブラブカップル限定 海の家の無料エステ体験で愛しい彼女を彼氏の50cm隣で寝取ります（9月20日、ソフトオンデマンド）
- こんな野外で?!顔射後も止めない突然の笑顔しゃぶりで連続2回おねだり女子○生4（9月20日、ナチュラルハイ）
- 超厳しい寮生活をしている女子○生は欲求不満で即ハメチ○ポを求めまくり 男子禁制の女子寮に踏み込んだら最後、女子○生たちのエロ過ぎる欲求を解消するまで（10月19日、Hunter）
- VRでオナニーに夢中のお兄ちゃんの大きくなってるおチ○チンを近くで見ていたら、エッチな気持ちになっちゃって、悪戯しちゃって お兄ちゃんとリアルにSEXしちゃった♥（10月27日、マーキュリー）
- 「許してください、何でもします」クレーム対応で謝罪にやって来た女に誠意を感じられなかったので勃起チ○ポで凌辱イキ堕ち状態に平伏すまでヤリたい放題（11月2日、DOC）
- 一般男女モニタリングAV 素人女子大生限定 恋人がいない大学生の男女はキスだけで恋に落ちて初対面の相手とSEXしてしまうのか?惹かれあった2人のキス3（11月7日、ディープス）
- ヒロイン窒息地獄 女捜査官天堂月乃は美○女戦士セーラーディアナ（11月9日、GIGA)
- オナクラ盗撮 ｢脱ぎNG｣｢本番NG｣のオナクラ店で密室本番交渉 No2（11月9日、MAGIC）
- まさかノーブラ!?貧乳美人店員がコリコリに勃った乳首に気付かず働く姿に興奮してしまい2（11月16日、DOC）

### VR
- OL達が汁だくオナニー見せつけてストレス発散してるw（2016年11月14日、CASANOVA）
- 白衣の天使たちのペニス治療で元気になり過ぎた話（2016年11月14日、CASANOVA）
- 集団ナースが下半身見せ付けエロ治療（2016年11月18日、CASANOVA）
- 【閲覧注意】 超鬼畜OL達のガチギレ地獄の寸止めフェラ（2016年12月2日、CASANOVA）
- エロ過ぎる女医とナースのせいで永久勃起（2016年12月9日、CASANOVA）
- 神楽アイネのごっくんVR（2018年9月26日、ミルキーキャット）
- 仁美まどか・神楽アイネの大量口内発射ごっくんスペレズ（2018年9月26日、ミルキーキャット）
- 仁美まどかのぶっかけVR part2 スペレズごっくん編（2018年9月26日、ミルキーキャット）
- 仁美まどかのワキフェチぶっかけ（2018年9月26日、ミルキーキャット）

## 出演

### 映画
- ギャル番外地　シメさせてもらいます（2019年6月14日、オーピー映画）キャンディ役[2][3]